# Otto Consentius
Rudolf Otto Consentius (* 25. Dezember 1813 in Konitz in Westpreußen; † 13. Juni 1887 in Karlsruhe) war ein deutscher Schauspieler und Dramatiker.

## Leben
Consentius war der Sohn eines Zoll- und Steuerrats. Seit 1834 besuchte er zunächst als Fähnrich die Artillerie- und Ingenieurschule in Berlin, entschied sich dann jedoch für den Schauspieler-Beruf. Er änderte seinen Wohnsitz mehrmals und wurde in Dresden mit Ludwig Tieck und in Stuttgart mit David Friedrich Strauß bekannt. 1839 schrieb er unter dessen Einfluss sein erstes Drama, Jesus. Das Werk wurde beschlagnahmt, öffentlich verbrannt und brachte Consentius eine dreimonatige Festungshaft auf dem Hohenasperg wegen Gotteslästerung ein. 1843 wurde er als Chorist am Hoftheater in Karlsruhe angestellt, wo er später mit kleineren Rollen zum Charakterdarsteller aufsteigen konnte. Im Alter widmete er sich mathematischen Studien und veröffentlichte einige Aufsätze zum Thema Geometrie.

## Werke (Auswahl)
- Jesus, eine Tragödie. 1840. 331 Seiten.
- Dichtungen. 1881.
- Dramen: Alboin. Attilla. Ein Traum, 1881. 259 Seiten.
- Die Rückläufigkeit des Raumes: ein Irrtum und Ursachen weiterer Irrtümer. 1881. 34 Seiten.
- Usus est tyrannus oder die Hinfälligkeit der Beweise der Rückläufigkeit. 1885. 24 Seiten.